# Achurimima
Achurimima is een geslacht van rechtvleugeligen uit de familie Morabidae. De wetenschappelijke naam van dit geslacht is voor het eerst geldig gepubliceerd in 1976 door Key.

## Soorten
Het geslacht Achurimima omvat de volgende soorten:
- Achurimima asinus Rehn, 1952
- Achurimima carissima Rehn, 1952
- Achurimima cultrata Rehn, 1952
- Achurimima interioris Key, 1976